# Chiesa di San Sebastiano (Isili)
La chiesa di San Sebastiano è una caratteristica chiesa campestre situata in territorio di Isili, centro abitato della Sardegna centrale.

La chiesa è ubicata su un taccu calcareo, divenuto isolotto dopo la costruzione della diga di Is Barrocus. Documenti della fine del Cinquecento ne attestano già in quel periodo la sua piena attività.